# Jezioro Jerzyńskie
Jezioro Jerzyńskie – jezioro polodowcowe w zachodniej części Pojezierza Gnieźnieńskiego, w gminie Pobiedziska, w powiecie poznańskim.

## Charakterystyka
Jezioro jest jednym z kilku sąsiadujących akwenów położonych na Strudze Wierzenickiej. Jako jedyne z tych jezior leży poza terenem Parku Krajobrazowego Puszcza Zielonka. Sąsiaduje od zachodu z jeziorem Wronczyńskim Małym. Ma powierzchnię 39 hektarów (wg danych z 1925 było to 46 hektarów), długość 1450 metrów, szerokość 425 metrów, maksymalną głębokość trzynaście metrów i średnią głębokość 6,2 metra. Tafla wody znajduje się na wysokości 94 m n.p.m.
Na północnym brzegu jeziora znajduje się wieś Złotniczki (pole biwakowe), a na południowym wieś Jerzyn z łowiskiem komercyjnym na pięćdziesiąt stanowisk i stanicą wędkarską (rekord jeziora to karp o masie 23,50 kg). W czerwcu 2018 odbył się na jeziorze wędkarski II Puchar Piastów. Przez jezioro przebiega szlak kajakowy Puszcza Zielonka. 
Zaborca pruski próbował wprowadzić niemieckojęzyczną nazwę jeziora: Jerzyner.

## Ichtiofauna
W akwenie bytują takie ryby, jak: karpie, szczupaki, sandacze, liny, okonie, leszcze, płocie, bolenie i wzdręgi.